# Manfred Zsak
Manfred Zsak (n. Mödling, Austria, 22 de diciembre de 1964) es un exfutbolista y actual entrenador austriaco, que jugaba de mediocampista y militó en diversos clubes de Austria. Lleva entrenando a los escalafones inferiores de la selección austriaca desde 2009. Del año 2000 al 2002 entrenó al PSV Team für Wien.

## Selección nacional
Con la Selección de fútbol de Austria, disputó 49 partidos internacionales y anotó 5 goles. Incluso participó con la selección austriaca, en una sola edición de la Copa Mundial. La única participación de Zsak en un mundial, fue en la edición de Italia 1990. donde su selección quedó eliminado, en la primera fase de la cita de Italia.

### Participaciones en Copas del Mundo
| Mundial                        | Sede   | Resultado    |
| ------------------------------ | ------ | ------------ |
| Copa Mundial de Fútbol de 1990 | Italia | Primera Fase |

## Clubes
| Club                  | País    | Año       |
| --------------------- | ------- | --------- |
| Admira Wacker Mödling | Austria | 1982-1987 |
| Austria Viena         | Austria | 1987-1996 |
| Grazer AK             | Austria | 1996      |
| FC Linz               | Austria | 1996-1997 |
| Admira Wacker Mödling | Austria | 1997-1998 |
| Schwechat             | Austria | 1998-1999 |
| Bad Vöslau            | Austria | 1999-2001 |
| Rust                  | Austria | 2001-2004 |